# 趙海峰
趙海峰（1920年—2006年8月21日），河北饶阳人，為中華人民共和國時期擔任青海省委书记，為中華人民共和國青海事務的第九任領導人，接替梁步庭，專責管理青海地區。